# Град Лакташи
Град Лакташи је град у Републици Српској, БиХ. Сједиште града налази се у насељеном мјесту Лакташи. По попису становништва 2013. у Босни и Херцеговини, а према коначним подацима за Републику Српску које је издао Републички завод за статистику, у тада општини Лакташи је живјело 34.210 лица.

## Географија
Град се граничи са општинама Челинац на југу и Србац на сјевероистоку и градовима Градишка на сјеверу, Прњавор на истоку и Бањалуком на западу и југу. На подручју града Лакташи основано је 11 мјесних заједница.
Подручје овог града у прошлости је имало повољан саобраћајни положај, почевши од доба Римљана, када је овуда пролазио тзв. пут соли који је повезивао Салону са Сервицијумом. Данас кроз град Лакташи пролази ауто-пут Градишка — Бања Лука који повезује Бањалуку са ауто-путем Загреб — Београд. У току је изградња ауто-пута Бања Лука — Добој, који ће са изграђеним ауто-путем бити спојен Маховљанском петљом у граду Лакташи. Кроз овај град пролазе и значајни магистрални путеви као што су Градишка — Бања Лука, Клашнице — Прњавор и Клашнице — Србац, те бројни регионални и локални путеви. Овакав саобраћајни положај је утицао на менталитет житеља Лакташа и околних села, те су се брзо прилагођавали новом начину живота и лако прихватали новонастале промјене. У току је модернизација локалнога пута Друговићи — Кришковци — Шешковци у дужини 15 км.
У граду се такође налази и дио Лијевча поља, уз плодне семберске равнице, главна житарица Републике Српске, географски дио перипанонске регије.

## Насељена мјеста
Подручје града Лакташи чине насељена мјеста:
Алексићи, Александровац, Бакинци, Бошковићи, Буковица, Велико Блашко, Гламочани, Деветина, Довићи, Друговићи, Јаблан, Јакуповци, Јаружани, Кадињани, Кобатовци, Кољани, Косјерово, Кришковци, Крнете, Лакташи, Љубатовци, Маглајани, Мало Блашко, Маховљани, Милосавци, Милошевци, Мрчевци, Папажани, Петошевци, Рајчевци, Ријечани, Слатина, Трн, Ћетојевићи, Чардачани, Шешковци и Шушњари.
Град Лакташи у цјелини је у саставу Републике Српске од њеног настанка 1992. године.

## Политичко уређење

### Градска администрација
Градоначелник града представља и заступа град и врши извршну функцију у Лакташима. Избор градоначелника се врши у складу са изборним Законом Републике Српске и изборним Законом БиХ. Општинску администрацију, поред градоначелника, чини и скупштина општине. Институционални центар града Лакташи је насеље Лакташи, гдје су смјештени сви општински органи.
Градоначелник града Лакташи је Мирослав Бојић испред СНСД-а, који је на ту функцију ступио након локалних избора у Босни и Херцеговини 2020. године. Састав скупштине града Лакташи је приказан у табели.

## Спорт
Лакташи су сједиште фудбалског клуба Лакташи, а Трн је сједиште фудбалског клуба Слога. Постоји још неколико фудбалских клубова на територији општине, међу којима су ФК „Борац“ Маглајани, ФК „Жупа“ Милосавци, ФК „Младост“ Гламочани, ФК „Милан“ Косјерово итд. Најуспјешнији кошаркашки клуб у општини је Игокеа из Александровца.

## Становништво
По службеном попису становништва из 1991. године, територија града (тадашње општине) Лакташи је имала 29.832 становника, распоређених у 37 насељених места.
По попису становништва 2013. у Босни и Херцеговини, а према коначним подацима за Републику Српску које је издао Републички завод за статистику, у тада општини Лакташи је живјело 34.210 лица.
| Националност       | 2013.           | 1991.           | 1981.           | 1971.           |
| Срби               | 32.761 (95,77%) | 24.176 (81,04%) | 21.642 (78,20%) | 21.986 (84,57%) |
| Хрвати             | 500 (1,46%)     | 2.565 (8,60%)   | 2.512 (9,07%)   | 2.731 (10,50%)  |
| Муслимани          | 104 (0,30%)     | 408 (1,37%)     | 245 (0,88%)     | 341 (1,14%)     |
| Југословени        | –               | 1.530 (5,12%)   | 2.204 (7,96%)   | 84 (0,32%)      |
| остали и непознато | 845 (2,47%)     | 1.153 (3,86%)   | 1.073 (3,87%)   | 855 (3,27%)     |
| Укупно             | 34.210          | 29.832          | 27.676          | 25.997          |

Приказ кретања броја становника по насељеним мјестима између два пописа. Резултати по насељима за 2013. годину су коначни подаци за Републику Српску које је издао Републички завод за статистику.
|    | Насеље        | 1991 г. | 2013 г. |
| -- | ------------- | ------- | ------- |
| 1  | Александровац | 677     | 802     |
| 2  | Алексићи      | 204     | 216     |
| 3  | Бакинци       | 524     | 489     |
| 4  | Бошковићи     | 403     | 378     |
| 5  | Буковица      | 558     | 631     |
| 6  | Велико Блашко | 948     | 1408    |
| 7  | Гламочани     | 1612    | 1928    |
| 8  | Деветина      | 479     | 150     |
| 9  | Довићи        | 310     | 332     |
| 10 | Друговићи     | 876     | 721     |
| 11 | Јаблан        | 1368    | 2127    |
| 12 | Јакуповци     | 1180    | 1579    |
| 13 | Јаружани      | 550     | 444     |
| 14 | Кадињани      | 623     | 461     |
| 15 | Кобатовци     | 843     | 845     |
| 16 | Кољани        | 205     | 121     |
| 17 | Косјерово     | 784     | 668     |
| 18 | Кришковци     | 740     | 577     |
| 19 | Крнете        | 265     | 152     |
| 20 | Лакташи       | 3483    | 5282    |
| 21 | Љубатовци     | 429     | 256     |
| 22 | Маглајани     | 1490    | 1596    |
| 23 | Мало Блашко   | 591     | 666     |
| 24 | Маховљани     | 877     | 924     |
| 25 | Милосавци     | 595     | 482     |
| 26 | Милошевци     | 345     | 265     |
| 27 | Мрчевци       | 735     | 680     |
| 28 | Папажани      | 469     | 375     |
| 29 | Петошевци     | 499     | 576     |
| 30 | Рајчевци      | 334     | 183     |
| 31 | Ријечани      | 118     | 124     |
| 32 | Слатина       | 1153    | 1344    |
| 33 | Трн           | 3554    | 5544    |
| 34 | Ћетојевићи    | 241     | 209     |
| 35 | Чардачани     | 596     | 659     |
| 36 | Шешковци      | 412     | 310     |
| 37 | Шушњари       | 678     | 713     |

## Познате личности
- Милорад Додик, премијер Републике Српске (1998-2001, 2006-2010), предсједник Републике Српске (2010-2014, 2014-2018), члан Предсједништва БиХ из реда српског народа (2018-2022), предсједник Републике Српске (2022-тренутно)
- Тихомир Станић, глумац.
- Бошко Келечевић, генерал Војске Републике Српске.